# Massimo Morini
Massimo Morini (Genova, 4 dicembre 1967) è un cantante, musicista e regista italiano.
È il frontman del gruppo musicale italiano Buio Pesto. Ha vinto il Festival di Sanremo 2013 in qualità di direttore d'orchestra, nella categoria Giovani, per Antonio Maggio. Detiene ad oggi il record di 35 partecipazioni consecutive al Festival di Sanremo, con 8 vittorie all'attivo .

## Biografia
Massimo Morini, di famiglia di Bogliasco, Ha ricoperto molti ruoli nel mondo dello spettacolo, soprattutto come musicista al Festival di Sanremo.
Ha partecipato alla realizzazione di oltre 240 dischi (tra singoli e album) in qualità di artista, autore o arrangiatore, vendendo in totale oltre 2 500 000 copie in Italia e all'estero. Ha vinto 8 dischi d'oro e ottenuto 23 presenze nella classifica italiana di vendite.
Dal 1991 è stato presente come direttore tecnico in 35 edizioni del Festival di Sanremo, più 12 Sanremo Giovani, per un totale di 166 artisti diretti e 251 canzoni. Come direttore d'orchestra ha partecipato a 12 edizioni, dirigendo 19 canzoni per 17 artisti, tra i quali: Ermal Meta, Marco Masini, Povia, Piotta, I soliti idioti, Tokio Hotel e Antonio Maggio.
A Sanremo è stato direttore tecnico di alcuni fra i maggiori cantanti italiani, tra i quali: Enrico Ruggeri, Luca Barbarossa, Mango, Loredana Bertè, Mia Martini, Anna Oxa, i New Trolls, Patty Pravo, Riccardo Cocciante, Andrea Bocelli, Christina Aguilera, i Matia Bazar, Gianni Morandi, Massimo Ranieri, Roberto Vecchioni, Mario Biondi, Franco Battiato, Lucio Dalla, Francesco Renga, Annalisa, Giusy Ferreri, Albano, Arisa e Elio e le Storie Tese.
Ha ottenuto 8 vittorie: 7 come direttore tecnico (Luca Barbarossa 1992, Alexia 2003, Marco Masini 2004, Tony Maiello 2010, Roberto Vecchioni 2011, Emma 2012, Diodato 2020) e 1 come direttore d’orchestra (Antonio Maggio, 2013). Ha debuttato nel 1991 come direttore tecnico e nel 1995 come direttore d’orchestra, stabilendo, in entrambi i casi, il record di più giovane di sempre.
Morini nel 2020 ha raggiunto le 30 partecipazioni consecutive e Regione Liguria gli ha assegnato un premio alla carriera.

### Il debutto
Morini ha studiato pianoforte al conservatorio sin dall'età di sei anni, lavorando come DJ nelle discoteche tra il 1980 e il 1986, anno in cui è entrato a far parte come tastierista nel gruppo dei Buio Pesto, fondato tre anni prima.
Nel 1988 ha partecipato al Festivalbar come bassista del gruppo di Sabrina Salerno. Nel 1990 è diventato membro del reparto della direzione artistica della Sony Music (allora CBS), collaborando alla realizzazione tecnica degli album di Fiorella Mannoia, Anna Oxa, Lucio Battisti, Claudio Baglioni, Luca Barbarossa, Ivano Fossati, Claudio Bisio, Fausto Leali ed Elio e le Storie Tese.

### Gli anni novanta
Tra il 1990 e il 1995 ha realizzato remix per Andrea Bocelli, Claudio Baglioni, Anna Oxa, Lorella Cuccarini, Antonella Ruggiero, Umberto Tozzi, Enrico Ruggeri.
A luglio 1991 ha raggiunto il primo posto nella classifica italiana di vendite rimanendovi per otto settimane con la compilation Night Rhythms (160 000 copie vendute).

Negli anni successivi ne ha portato in classifica altre sette, tra cui Festivalbar Dance 95. La medesima estate lo ha visto impegnato, come tastierista, in tournée con il cantante giamaicano Papa Winnie.

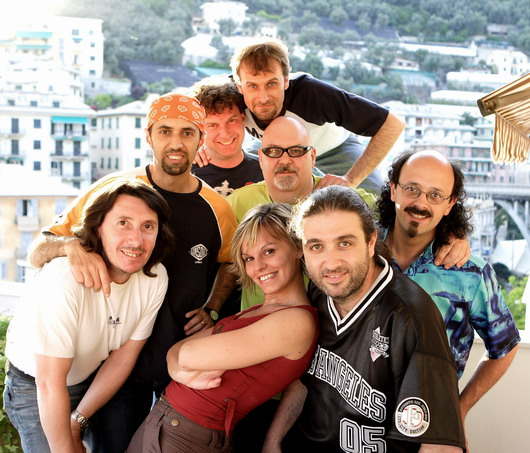
Massimo Morini insieme ai Buio Pesto nel 2006

Nel 1994 è stato produttore artistico, arrangiatore e autore dei brani del primo album del gruppo B-nario, prodotto da Claudio Cecchetto e intitolato Battisti.
Con i Buio Pesto Morini canta dal 1995 e con il gruppo musicale ligure ha venduto 240 000 copie con 14 album, tenendo oltre 1 000 concerti ai quali hanno partecipato oltre 1 400 000 spettatori.
Come regista, ha realizzato a partire dal 1998 venti videoclip, tre documentari storici, due documentari televisivi Rai per conto della NASA con Franco Malerba, il primo astronauta italiano.

### Gli anni duemila

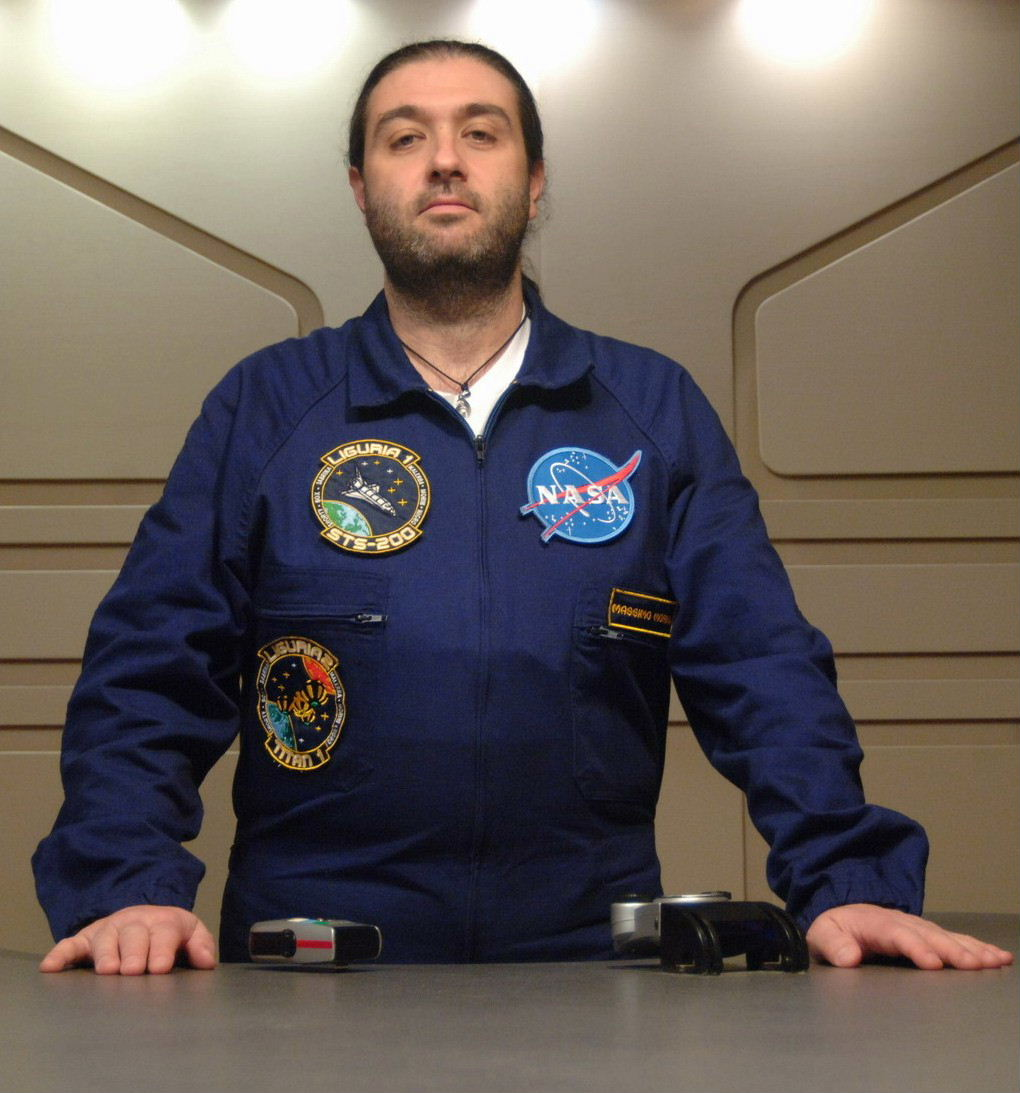
Massimo Morini astronauta in Invaxön

Tra il 1999 e il 2000 ha lavorato, come tecnico del suono in supporto ai concerti genovesi di Ligabue, Vasco Rossi e Bruce Springsteen tenuti allo Stadio Luigi Ferraris di Genova.
Con i Buio Pesto ha scritto, interpretato e diretto nel 2004 il film InvaXön - Alieni in Liguria, girato anche alla NASA con Franco Malerba. La pellicola, per la quale ha curato anche la colonna sonora, ha raggiunto - 10° fra gli italiani - la 16ª posizione nella classifica dei film indipendenti e trasmessa sul canale satellitare Jimmy di Sky.
Nel 2006 ha scritto e diretto il telefilm sequel del film, InvaXön - Alieni nello spazio, realizzato in dodici puntate e programmato ad aprile 2007 sempre su Jimmy.
Nel 2007 ha scritto, interpretato e diretto il film Capitan Basilico, uscito nell'ottobre 2008.
A dicembre 2011 esce nei cinema Capitan Basilico 2. Ha quindi scritto, interpretato e diretto il film 12 12 12, le cui riprese sono state effettuate a Bogliasco, e la cui uscita nei cinema italiani è avvenuta nel marzo 2014.
Ha scritto e diretto il film The President's Staff, co-prodotto da Rai Cinema, girato nel 2012, i cui interpreti principali sono Tomas Arana e Giorgia Würth.

### Altre attività
Ha giocato a calcio per beneficenza dal 2001 nel ruolo di punta anche con la Nazionale italiana cantanti. Come artista di Liguria, nel 2000 ha ricevuto la nomina di commissario regionale per lo sviluppo della lingua ligure.
È stato nominato Ambasciatore del Soccorso dalle pubbliche assistenze liguri.
Ha ottenuto un voto nella terza giornata di votazioni per l'elezione del 13º Presidente della Repubblica, tenutasi il 26 Gennaio 2022.

## Riconoscimenti
- 2011 (Genova, 28 maggio) - Viene insegnito dall'Ordine Nazionale Cavalieri dello Sport, con il patrocinio dell' CSEN, del titolo di Cavaliere dello Sport.[10]

## Filmografia

### Regista

#### Lungometraggi
- InvaXön - Alieni in Liguria (2004)
- Capitan Basilico (2008)
- Capitan Basilico 2 (2011)
- The President's Staff (2013)
- 12 12 12 (2014)

#### Televisione
- InvaXön - Alieni nello spazio (2007)

### Attore
- InvaXön - Alieni in Liguria (2004)
- InvaXön - Alieni nello spazio (2007) - Serie TV
- Capitan Basilico (2008)
- Gladiator Games, regia di Stefano Milla (2010)
- Femmine contro maschi, regia di Fausto Brizzi (2011)
- Capitan Basilico 2 (2011)
- The President's Staff (2013)
- 12 12 12 (2014)
- Forever Young, regia di Fausto Brizzi (2016)
- Se mi vuoi bene, regia di Fausto Brizzi (2019)
- Il paradiso delle signore, (Stagione 4, Episodi 68-69) (2020)